# 古第三紀
| 累代        | 代     | 紀       | 世     | 期                   | 基底年代 Mya |
| ----------- | ------ | -------- | ------ | -------------------- | ------------ |
| 顕生代      | 新生代 | 第四紀   | 完新世 | メガラヤン           | 0.0042       |
| 顕生代      | 新生代 | 第四紀   | 完新世 | ノースグリッピアン   | 0.0082       |
| 顕生代      | 新生代 | 第四紀   | 完新世 | グリーンランディアン | 0.0117       |
| 顕生代      | 新生代 | 第四紀   | 更新世 | 後期更新世           | 0.129        |
| 顕生代      | 新生代 | 第四紀   | 更新世 | チバニアン           | 0.774        |
| 顕生代      | 新生代 | 第四紀   | 更新世 | カラブリアン         | 1.8          |
| 顕生代      | 新生代 | 第四紀   | 更新世 | ジェラシアン         | 2.58         |
| 顕生代      | 新生代 | 新第三紀 | 鮮新世 | ピアセンジアン       | 3.6          |
| 顕生代      | 新生代 | 新第三紀 | 鮮新世 | ザンクリアン         | 5.333        |
| 顕生代      | 新生代 | 新第三紀 | 中新世 | メッシニアン         | 7.246        |
| 顕生代      | 新生代 | 新第三紀 | 中新世 | トートニアン         | 11.63        |
| 顕生代      | 新生代 | 新第三紀 | 中新世 | サーラバリアン       | 13.82        |
| 顕生代      | 新生代 | 新第三紀 | 中新世 | ランギアン           | 15.97        |
| 顕生代      | 新生代 | 新第三紀 | 中新世 | バーディガリアン     | 20.44        |
| 顕生代      | 新生代 | 新第三紀 | 中新世 | アキタニアン         | 23.03        |
| 顕生代      | 新生代 | 古第三紀 | 漸新世 | チャッティアン       | 27.82        |
| 顕生代      | 新生代 | 古第三紀 | 漸新世 | ルペリアン           | 33.9         |
| 顕生代      | 新生代 | 古第三紀 | 始新世 | プリアボニアン       | 37.8         |
| 顕生代      | 新生代 | 古第三紀 | 始新世 | バートニアン         | 41.2         |
| 顕生代      | 新生代 | 古第三紀 | 始新世 | ルテシアン           | 47.8         |
| 顕生代      | 新生代 | 古第三紀 | 始新世 | ヤプレシアン         | 56           |
| 顕生代      | 新生代 | 古第三紀 | 暁新世 | サネティアン         | 59.2         |
| 顕生代      | 新生代 | 古第三紀 | 暁新世 | セランディアン       | 61.6         |
| 顕生代      | 新生代 | 古第三紀 | 暁新世 | ダニアン             | 66           |
| 顕生代      | 中生代 | 中生代   | 中生代 |                      | 251.902      |
| 顕生代      | 古生代 | 古生代   | 古生代 |                      | 541          |
| 原生代      | 原生代 | 原生代   | 原生代 |                      | 2500         |
| 太古代      | 太古代 | 太古代   | 太古代 |                      | 4000         |
| 冥王代      | 冥王代 | 冥王代   | 冥王代 |                      | 4600         |
| 1. 2. 3. 4. |        |          |        |                      |              |

古第三紀（こだいさんき、Paleogene period）は、6,600万年前から2,303万年前までにあたる新生代最初の紀である地質時代の一つ。漸新世、始新世、暁新世の3つの世に区分される。

## 大陸
ローラシア大陸は始新世の初めに北大西洋の拡大に伴い分裂し、北アメリカ大陸とグリーンランド、ヨーロッパ大陸に分かれた。
ゴンドワナ大陸は、いくつかの大陸に分かれていた。オーストラリア大陸と南極大陸はおよそ漸新世まで隣接していた。
白亜紀の末にアフリカ大陸の東にあったインド大陸は、北に向かって移動し始める。そして、約4000万年前にユーラシア大陸と衝突し、世界最大の山脈となるヒマラヤ山脈とアルプス山脈の形成が開始された。
古第三紀初期には、ローラシア大陸とゴンドワナ大陸の間にまだテチス海が存在していたが、インド・アラビア・アフリカの各プレートが北に移動するにつれて押し縮められていきつつあり、陸地も競り上がっていきアルプス山脈とヒマラヤ山脈ができあがり、テチス海もプレート同士の押し合いで最終的にはなくなってしまった。

## 気候
初期の5800万年前～5000万年前には地球全体の温暖化が進んだ。しかし、その後寒冷化が進み、約3400万年前には寒冷化が進んで、南極大陸で氷河が発達するようになり、寒暖を繰り返したのち、その寒冷化は現在まで続いている。

## 生物相
古第三紀には哺乳類や被子植物が多様化した。動物界では、ウマやゾウの祖先が出現し，真生哺乳類の発展，大型化がみられる。
古第三紀初頭、哺乳類は小型のものだった。以後、現在生息する哺乳類の多くの祖先が次々に出現し、適応放散していった。また、古第三紀の暖かく浅い海では貨幣石と呼ばれる大型有孔虫が繁栄し、示準化石となっている。
植物界では、中生代白亜紀に繁栄し始めた被子植物の発展が目立ち、気候が温暖だったため、高緯度地方でも亜熱帯植物がみられた。